# AnziBesson
AnziBesson è un marchio italiano di abbigliamento sportivo specializzato nello sci alpino, fondato nel 1976 dagli ex sciatori della Valanga azzurra Giuliano Besson e Stefano Anzi. Nel 2010 è entrato a far parte del gruppo BasicNet, che nel 2016 l'ha restituito alla famiglia Besson.